# Krop (by)
 For alternative betydninger, se Krop (flertydig). (Se også artikler, som begynder med Krop)
Krop (dansk) eller Kropp (tysk) er en landsby og kommune i det nordlige Tyskland under Slesvig-Flensborg kreds i delstaten Slesvig-Holsten. Byen er beliggende 12 km syd for Slesvig by ved Hærvejen, som syd for grænsen også kaldes Oksevejen (Ochsenweg).
Kommunen samarbejder på administrativt plan med andre kommuner i Krop-Stabelholm kommunefællesskab (Amt Kropp-Stapelholm).